# Кукери
 Тази статия е за фолклорния обичай.  За българската поп група вижте Кукери (група).  
Кукерите, наричани още чауши, бабугери, станчинари, дервиши, старци, сурати, баба̀ри, бабри, сурова̀ри, калогерос, джумали, кьопек бей или джамалари и маскари са карнавален маскарад в Югоизточна Европа. Обикновено се провежда в началото на Великия пост, най-често на Сирни понеделник, но в някои райони, като Западна България, това може да става и между Коледа и Богоявление по време на мръсните дни.

## Драматургия
Кукерските игри включват променлива в различните региони група от сюжети и персонажи, представяни от мъже с характерни кожени маски и костюми със звънци и дървени фалоси. Основните лица в кукерските игри са:
- Кукер – главен герой на игрите, облечен в специален костюм и въоръжен с метла, прът или дървена сабя, често с червен дървен фалос, с който симулира сексуални действия върху бабата
- Баба – съпруга на кукера, облечена в старешка женска носия, с гърбица, понякога представена като бременна, а другаде носеща повито в парцали дърво, имитиращо дете
- Момци и моми – с празнични носии, не носят маски, а само грим
- Цар – празнично облечен, често с фалшива бяла брада и кошница или чалма за корона, обикновено возен на колесница от предната част на каруца, теглена от телохранителите
- Телохранители (също войници, пазаванти, сеймени, министри) – придружители на царя, понякога в турско облекло
- Кадия и харачари (също пуфкари) – носят вериги и тефтер и събират данък от срещнатите
- Поп (понякога ходжа) – обикновено със свещенически дрехи или покрит с черна черга, венчава кукера и бабата или момци и моми
- Цигани (също мечкари) – с парцаливи дрехи и начернени лица
- Бръснар – гони хора от публиката с дървен бръснач, за да ги бръсне
- Лекар – помага на паднали от удар или болни персонажи

Освен тези персонажи, кукерската група включва и трохобери – немаскирани участници, които вървят с кукерите и събират подаряваните им храни. Често кукерите имат и гайдар, но музикалният съпровод не е ключов.
Кукерските игри се провеждат из цялото село – по улиците и в частните дворове – а публика са всички жители, които в тези дни не работят. Кукерите обикалят на различни места по двойки, на по-големи групи или всички заедно. Драматургичните сюжети се представят изцяло мимически, понякога с имитация на животински звуци, но винаги без текст. В същото време игрите се съпровождат от силен шум от звънците, които са важна част от кукерските костюми. Публиката участва активно в действието, като дразни кукерите или отвлича бабата, детето ѝ или някои от момите, за което е гонена и наказвана от кукерите. Кукерът се опитва да предпази бабата или закача момичета от публиката, с която активно взаимодействат и кадията, харачарите, бръснарят.
В кулминацията на кукерските игри се появява царят. Останалите кукери го вдигат на черга и го поставят в колата, която теглят до селския площад, където се събира цялото село. Там се поставя трапеза, на която сядат царя, телохранителите и селски първенци, но не и останалите кукери. Царят не яде сам, а е хранен от телохранителите. Междувременно зад него се поставя рало, в което се впрягат останалите кукери, начело с бабата, към което незабелязано за него е вързан и царят. Когато той пие и тържествено благославя за здраве и берекет, другите кукери го събарят, а той става, взима ралото и започва да оре и сее, докато другите се опитват да му пречат и да го съборят на земята. Докато оре, царят често спира, за да гони и бие с прът хора от публиката. В края на деня царят е отведен в дома си, където дава угощение.
Кукерските игри и обичаи се изпълняват само от мъже, главно ергени. Всяка кукерска дружина си има водач, който единствен е женен мъж, сиреч стопанин с установено социално положение (в източна България има само по една дружина, водена от булка и младоженец – жена). В източна България водачите са облечени в обичайните булчински и младоженски костюми. В останалите части на България са облечени с кози, овчи или сърнешки кожи с козината отвън, имат кожени маски на главите или са с начернени лица. На кръста са окачени звънци (чанове), в ръка се държи обагрен в червено дървен фалос и пометаш (дървен прът с привързан накрая парцал за измитане на пещта).
Първият момент в кукерския обичай е обхождането на всички домове с пожелания за здраве, плодородие и благополучие, при което се събират подаръци от стопаните (брашно, боб, яйца и др.). Във всеки дом кукерите изпълняват различни битови и комични сцени. Накрая, на селския мегдан, кукерите играят буйни танци, като раздрънкват силно окачените по тях звънци. Вторият основен момент е обредното заораване и засяване, където централна фигура е царят. Обикновено се избира най-личният стопанин, с първо мъжко дете или баща на близнаци, за да бъде плодородна годината. За „царя“ може да бъде сложена трапеза на селския мегдан, на която той хапва три залъка, отпива вино и нарича за здраве, берекет и плодовитост. След това подкарва впрегнатите в ралото кукери, изорава три бразди в кръг и ги засява. Кукерите символично убиват царя (или крадат кукерската булка – на изток) с носеното оръжие (за царя) – кросно – след което това обредно лице възкръсва.

## Костюми
Традиционните кукерски костюми, известни от XIX век, са относително скромни и редки, често кукерите само боядисват лицата си. Обикновено те се обличат с местната женска носия, но главно със стари и дрипави дрехи, носят фалшива гърбица от парцали и презрамки и колан от липова кора, по които окачват звънци. Маските са направени от кратуни или от червен или черен плат и обикновено включват рога и брада от вълна, козина или пера.
В десетилетията след Първата световна война започва бурно развитие на кукерските маски, които стават все по-големи и усложнени. През този период маските се превръщат в основен елемент на игрите, отнемайки месеци предварителна подготовка. Започват да се използват огромни табла с пищни текстилни и кожени украси, огледалца и пера, които в средата на XX век в някои части на Западна България достигат размери от 2,5 метра височина и 1,2 метра ширина. Появяват се нови зооморфни и гротескно хиперболизирани форми.
Повечето от маските са с дървена конструкция. Върху нея се налепят разноцветни конци, лепят се парченца разноцветни платове, огледала, лъскави пайети и други елементи. Трябва да я направят все по-грозна и по-страшна, за да изплашат злото. Въздействието на маскираните кукери допълнително се подсилва и от звука на окачените по тях медни и тучени (ляти, бронзови) звънци. Някои маски имат две лица. От едната страна носът е чип и лицето е добродушно; от другата носът е гърбав, а лицето зловещо. Тези маски са символ на доброто и злото, които съществуват неразделно в света и са неотменими. Голямо значение за символиката на маските имат и цветовете на украсата. И тук преобладава червеният цвят – символ на плодовитостта на обновяващата се природа, на слънцето и огъня; черният цвят олицетворява земята и нейната богиня майка, а белият е символ на водата и светлината.
Понякога участниците в игрите носят дебели подложки на гърба под дрехите, които да ги предпазват от ударите, които им нанасят в хода на представяното действие.

## Разпространение и произход
Произходът на кукерските игри често е свързван с предхристиянския гръко-тракийски култ към Дионис. За пръв път този възглед е предложен през 1873 година от гръцкия богослов Анастасиос Хурмузиадис, който, макар да осъжда обичая като езическо суеверие, вижда в него аргумент срещу тезата на Якоб Фалмерайер за прекъснатия континуитет между Древна Гърция и съвременните гърци. В първите години на XX век тази теория е доразвита от английския археолог Ричард Докинс, който намира редица аналогии между сюжетите и фигури, представяни в древните Дионисиеви празници и в съвременните кукерски игри – фалофория, люлка с дете, убийство и съживяване на Дионис/Царя, ковашкия занаят на титаните/циганите. Българският етнограф Михаил Арнаудов свързва произхода на кукерите с древногръцкия празник Антестерии, смятайки персонажа на Царя за отглас от ролята на архонта-василевс в Антестериите.
В същото време кукерите са част разпространена в цяла Европа традиция на карнавални маскаради, които на някои места са много сходни с балканските – например, бушояраш при хърватите в южна Унгария, курентоване в Словения, чегета в Швейцария. Автори като гръцкия археолог Константинос Ромеос обясняват това с още по-древния произход на ритуала – разпространен още в праисторическа Европа, той предхожда Дионисовите празници, които са само едно от проявленията му. Автори, като гръцката етнографка Мария Михаил-Деде, изцяло отхвърлят връзката на калогерос с култа към Дионис, и го тълкуват като натуралистичен ритуал за осигуряване на плодородие.
Изследователи, като българския историк Гаврил Кацаров, се отнасят скептично към древния произход на кукерите, който смятат за недостатъчно обоснован. Според Кацаров обичаят е рядко практикуван в България, и то в опростена форма, спрямо гръцкия си вариант.